# 道森 (密蘇里州)
道森（英語：Dawson）是位於美國密蘇里州賴特縣的非建制地區。

## 歷史
道森的郵局於1910年設立，其後於1956年停運。

## 地理
道森所處的海拔為高於海平面436米（即1431英呎），而該地所採用的時區為UTC-6，即北美中部時區（CST）。同時該地設有夏令時間，為UTC-6調快一小時，即UTC-5（CDT）。